# ブヴェル (クレーター)
ブヴェル（英: Vuver）は、天王星の衛星ウンブリエルの赤道近くのクレーターである。名前はヴォルガ・フィンの伝承に登場する悪霊ブヴェルに由来する。
直径約98kmで、中に明るい中央丘がある。